# يو إف سي 183
يو إف سي 183: سيلفا ضد دياز (بالإنجليزية: UFC 183: Silva vs. Diaz)‏ هو حدث لفنون القتال المختلطة نظمته يو إف سي، أُقيم في 31 يناير 2015، على إم جي إم جراند جاردن أرينا في لاس فيغاس، نيفادا، الولايات المتحدة.